# Eburodacrys curialis
Eburodacrys curialis är en skalbaggsart som beskrevs av Pierre Émile Gounelle 1909. Eburodacrys curialis ingår i släktet Eburodacrys och familjen långhorningar. Inga underarter finns listade i Catalogue of Life.